# 사이키시
사이키시(일본어: 佐伯市)는 일본 오이타현 남동부에 있는 시이다.
2005년 3월 3일에 사이키시와 미나미아마베군 5정 3촌이 합병해 새로운 사이키시가 되었으며 규슈의 시정촌 중에서 최대 면적을 가지게 되었다. 사이키시 종합운동공원에서는 오이타 트리니타가 J2 시대에 일부 공식전을 실시했다. 또 2002년 FIFA 월드컵 때는 튀니지 대표팀의 캠프지가 되기도 했고 과거에 일본 프로 야구의 개막전이 열린 적도 있었다.

## 인구
| 연도                        | 인구    | ±%     |
| --------------------------- | ------- | ------ |
| 1920                        | 83,016  | —      |
| 1925                        | 85,352  | +2.8%  |
| 1930                        | 87,810  | +2.9%  |
| 1935                        | 91,816  | +4.6%  |
| 1940                        | 91,168  | −0.7%  |
| 1945                        | 110,387 | +21.1% |
| 1950                        | 115,123 | +4.3%  |
| 1955                        | 118,236 | +2.7%  |
| 1960                        | 114,262 | −3.4%  |
| 1965                        | 105,046 | −8.1%  |
| 1970                        | 96,667  | −8.0%  |
| 1975                        | 96,317  | −0.4%  |
| 1980                        | 96,534  | +0.2%  |
| 1985                        | 95,907  | −0.6%  |
| 1990                        | 91,217  | −4.9%  |
| 1995                        | 88,116  | −3.4%  |
| 2000                        | 84,449  | −4.2%  |
| 2005                        | 80,297  | −4.9%  |
| 2010                        | 76,959  | −4.2%  |
| 2015                        | 72,211  | −6.2%  |
| 2020                        | 66,851  | −7.4%  |
| Saiki population statistics |         |        |

## 지리
오이타현 남동단에 위치하고 오이타시에서 남동쪽으로 약 60km 떨어진 곳에 위치한다. 동부는 닛포 해안 국립공원의 분고 수도와 접하고 일본 유수의 리아스식 해안 지대가 펼쳐져 있다. 또 내륙부는 소보카타무키 국립공원의 산들에 둘러싸여 있고 남부는 미야자키현과의 경계를 이루고 있다. 시내를 흐르는 1급 하천인 반조강에 의해 형성된 오이타현 남부의 충적평야에 시가지가 있으며 현 남부 지역의 핵심 도시이다.

### 기후
고온 다습하고 강우량이 많으며 적설은 거의 없는 남해형 기후에 대체로 속하고 해안부는 무상지대(無霜地帯)가 많다.
| 사이키시의 기후                                              | 사이키시의 기후 | 사이키시의 기후 | 사이키시의 기후 | 사이키시의 기후 | 사이키시의 기후 | 사이키시의 기후 | 사이키시의 기후 | 사이키시의 기후 | 사이키시의 기후 | 사이키시의 기후 | 사이키시의 기후 | 사이키시의 기후 | 사이키시의 기후 |
| 월                                                           | 1월             | 2월             | 3월             | 4월             | 5월             | 6월             | 7월             | 8월             | 9월             | 10월            | 11월            | 12월            | 연간            |
| ------------------------------------------------------------ | --------------- | --------------- | --------------- | --------------- | --------------- | --------------- | --------------- | --------------- | --------------- | --------------- | --------------- | --------------- | --------------- |
| 역대 최고 기온 °C (°F)                                       | 21.5 (70.7)     | 23.5 (74.3)     | 27.0 (80.6)     | 28.7 (83.7)     | 31.9 (89.4)     | 34.8 (94.6)     | 36.1 (97.0)     | 36.6 (97.9)     | 35.2 (95.4)     | 31.9 (89.4)     | 28.6 (83.5)     | 24.3 (75.7)     | 36.6 (97.9)     |
| 일평균 최고 기온 °C (°F)                                     | 11.0 (51.8)     | 11.7 (53.1)     | 14.9 (58.8)     | 19.7 (67.5)     | 23.7 (74.7)     | 26.1 (79.0)     | 30.1 (86.2)     | 31.3 (88.3)     | 27.9 (82.2)     | 23.2 (73.8)     | 18.2 (64.8)     | 13.2 (55.8)     | 20.9 (69.7)     |
| 일일 평균 기온 °C (°F)                                       | 6.7 (44.1)      | 7.5 (45.5)      | 10.5 (50.9)     | 15.1 (59.2)     | 19.3 (66.7)     | 22.4 (72.3)     | 26.3 (79.3)     | 27.3 (81.1)     | 24.1 (75.4)     | 19.1 (66.4)     | 13.9 (57.0)     | 8.7 (47.7)      | 16.7 (62.1)     |
| 일평균 최저 기온 °C (°F)                                     | 2.5 (36.5)      | 3.2 (37.8)      | 6.1 (43.0)      | 10.4 (50.7)     | 15.0 (59.0)     | 19.2 (66.6)     | 23.2 (73.8)     | 24.0 (75.2)     | 20.9 (69.6)     | 15.3 (59.5)     | 9.7 (49.5)      | 4.5 (40.1)      | 12.8 (55.1)     |
| 역대 최저 기온 °C (°F)                                       | −5.0 (23.0)     | −5.5 (22.1)     | −3.5 (25.7)     | 1.3 (34.3)      | 5.1 (41.2)      | 11.5 (52.7)     | 15.6 (60.1)     | 17.0 (62.6)     | 13.0 (55.4)     | 5.4 (41.7)      | 0.7 (33.3)      | −3.4 (25.9)     | −5.5 (22.1)     |
| 평균 강수량 mm (인치)                                        | 62.3 (2.45)     | 70.9 (2.79)     | 116.2 (4.57)    | 136.8 (5.39)    | 178.8 (7.04)    | 333.3 (13.12)   | 282.7 (11.13)   | 247.2 (9.73)    | 338.6 (13.33)   | 200.6 (7.90)    | 104.1 (4.10)    | 60.1 (2.37)     | 2,118.9 (83.42) |
| 평균 강수일수 (≥ 1.0 mm)                                     | 5.3             | 7.2             | 9.6             | 9.8             | 10.1            | 14.5            | 12.1            | 11.0            | 11.3            | 7.5             | 7.0             | 5.2             | 110.6           |
| 평균 월간 일조시간                                           | 156.0           | 149.6           | 170.5           | 186.8           | 191.9           | 134.4           | 191.4           | 207.9           | 159.3           | 170.0           | 152.3           | 156.1           | 2,026.2         |
| 출처: 일본 기상청 (평년값: 1991년~2020년, 극값: 1977년~현재) |                 |                 |                 |                 |                 |                 |                 |                 |                 |                 |                 |                 |                 |

### 인접하는 자치체
- 오이타현
  - 우스키시
  - 쓰쿠미시
  - 분고오노시

- 미야자키현
  - 노베오카시
  - 니시우스키군 히노카게정

## 역사
- 1889년 4월 1일 - 정촌제 시행으로 미나미아마베군 사이키정이 성립하였다.
- 1937년 4월 1일 - 사이키정·쓰루오카촌·가미카타타촌이 대등 합병해 새로운 사이키정이 되었다.
- 1941년 4월 29일 - 사이키정·야하타촌·오뉴지마촌·니시카미우라촌이 대등 합병해 사이키시가 되었다.
- 1955년 3월 31일 - 시모카타타촌·기다치촌·아오야마촌을 편입하였다.
- 2005년 3월 3일 - 사이키시·가미우라정·야요이정·혼조촌·우메정·나오카와촌·쓰루미정·요노우즈촌·가마에정이 대등 합병해 새로운 사이키시가 성립하였다.

## 교통

### 철도
- 규슈 여객철도 닛포 본선

### 도로
- 히가시큐슈 자동차도
- 국도 10호선
- 국도 217호선
- 국도 326호선
- 국도 388호선

## 자매 도시
- 중국 허베이성 한단시(1994년 4월 3일)
- 오스트레일리아 퀸즐랜드주 글래드스톤(1996년 9월 4일)
- 미국 하와이주 호놀룰루(2003년 12월 8일)